# Esgrima na Universíada de Verão de 1987

## Quadro de medalhas
| Ordem | País                | Medalha de ouro | Medalha de prata | Medalha de bronze |   |
| ----- | ------------------- | --------------- | ---------------- | ----------------- | - |
| 1     | ITA Itália          | 4               | 2                | 3                 | 9 |
| 2     | HUN Hungria         | 3               | 1                | 1                 | 5 |
| 3     | CUB Cuba            | 1               |                  | 2                 | 3 |
| 4     | URS União Soviética |                 | 3                | 1                 | 4 |
| 5     | CHN China           |                 | 1                | 1                 | 2 |
| 6     | CAN Canadá          |                 | 1                |                   | 1 |